# Cimetière Saint-Germain
Pour les articles homonymes, voir Cimetière Saint-Pierre.
Le cimetière Saint-Germain également appelé cimetière Saint-Pierre, est un ancien cimetière parisien attesté dès le milieu du XIIIe siècle. Il est utilisé par les protestants au XVIe siècle.

## Emplacement et dimensions
Situé au coin nord-ouest de l'ancienne rue Taranne et de la rue des Saints-Pères, le long de la chapelle des Saint-Pères (à l'emplacement de l'actuelle cathédrale Saint-Vladimir-le-Grand), son emplacement correspond aujourd'hui au square Taras-Chevtchenko au no 186 boulevard Saint-Germain. De forme rectangulaire, il mesurait 27 toises sur 8 (soit 54 mètres sur 16).

Emplacement du cimetière Saint-Germain
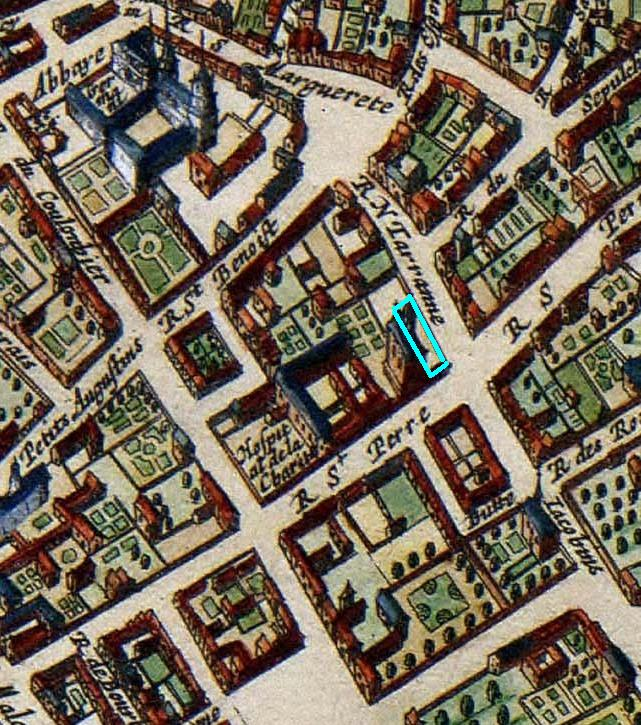
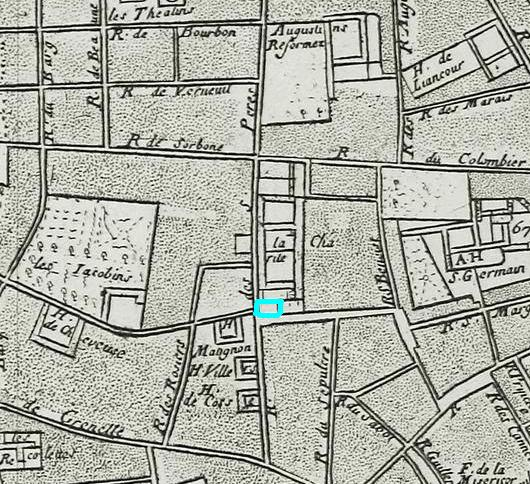

## Historique
Propriété de la paroisse Saint-Sulpice, le cimetière Saint-Germain est attesté depuis 1259. Jusqu'en 1544, il est affecté à l'inhumation des pestiférés et des lépreux.
Il est utilisé par les protestants au moins à partir 1576. L'article 45 de l'Édit de Nantes, en 1598, le signale comme l'un des deux cimetières parisiens accordés aux protestants avec le cimetière de la Trinité. En 1604, à la demande de la fabrique de l'église Saint-Sulpice, les protestants quittent ce cimetière et ouvrent le cimetière des Saints-Pères qui était situé un peu plus loin.
De 1604 à 1609, le cimetière Saint-Germain est alors de nouveau utilisé pour y enterrer des pestiférés protestants, avant d'être attribué à l’hôpital de la Charité.
Après la fermeture du cimetière[Quand ?], des immeubles sont construits à son emplacement.
Dans les années 1860, ces immeubles sont détruits lors du percement du boulevard Saint-Germain. L'actuel square Taras-Chevtchenko est aménagé sur une partie de l'ancien cimetière.

## Personnalités inhumées
- Baptiste Androuet du Cerceau
- Claude Arnauld, un conseiller, notaire et secrétaire du roi Henri IV, trésorier général de la généralité de Paris mort en 1603.
- Monsieur de Rambouillet, un secrétaire du Roi Henri IV mort en 1602.